# Hother A. Paludan
 Der er flere personer med dette navn, se Hother Paludan.
Hother August Paludan (født 9. oktober 1871 i Rårup, død 2. august 1956 i Hellerup) var en dansk arkitekt og embedsmand, far til Arvid Paludan.

## Uddannelse
Hans forældre var kapellan, senere sognepræst Otto Frederik Paludan og Sophie Frederikke Worm. Han kom i tømrerlære 1886 og aflagde svendestykke 1889 og var på Teknisk Skole 1891-94. Fra 1898 indtil afgang 1904 studerede han på Kunstakademiets Arkitektskole under Hans J. Holm. Paludan var ansat som konduktør hos Hans J. Holm ved ombygningen af Aalholm og Vallø godser 1894-1902 og hos Hack Kampmann 1902. Paludan modtog K.A. Larssens Legat 1902-03 og var på studierejser i det meste af Europa.

## Karriere
Fra 1902 havde Hother A. Paludan egen tegnestue i København, men i 1905 forlagde han sin virksomhed til Aalborg, hvor han blev indtil 1932 og var lærer i husbygning og møbeltegning ved Aalborg Tekniske Skole indtil 1922. 1933-47 havde han atter tegnestue i hovedstaden. Fra 1932 til 1942 var han palæforvalter ved Amalienborg Slot.
Han har sat et stort aftryk på Aalborgs bybillede, men har ofte i litteraturen stået i skyggen af Einar Packness. Paludan fik mange restaurerings- og ombygningsopgaver på jyske kirker, hvoraf nogle i dag er diskutable, fx blev den romanske Ålestrup Kirke fuldstændig ombygget i nybarok, der var Paludans foretrukne udtryk. Også Bedre Byggeskik og nyklassicismen påvirkede Paludan, der bevarede et historisk udgangspunkt for arkitekturen og aldrig blev modernist.
Paludan var medlem af bestyrelsen for Aalborg Historiske Museum 1907-33, formand 1929-33, af Kommissionen til afløsning af kirketiendeejernes vedligeholdelsespligt 1914, af Landsforeningen Bedre Byggeskik 1922, af Kirkesynet for Kjær Herred 1922-23 og af Det særlige Kirkesyn 1930. Han blev Ridder af Dannebrog 1929.
Han blev gift 10. september 1905 i Valløby med Elisabeth Rode (23. februar 1875 i Klætorp, Tikøb Sogn – 10. april 1971 i Ordrup), datter af læge, senere jernbanelæge og stiftslæge på Vallø, Ludvig Ferdinand Jacobi Rode og Charlotte Louise Klingberg. Han var far til Arvid Paludan, Bodil Agnete Paludan og Ingrid Elisabeth Hansen (født Paludan).
Han er begravet på Hellerup Kirkegård.

## Værker

### I Aalborg
- Maskinhus til vandværk, Blegkilde (1907)
- Aalborg Katedralskole, Saxogade (1909-11)
- Aalborg Amtssygehus, Hobrovej (1909-11, senere udvidet)
- Midterbygning og nordfløj, Aalborg Kommunehospital, Urbansgade 36 (1912-16, udvidet)
- Boliger sammesteds (1925)
- Tuberkulosehospital, Skovbakkevej (1915)
- Aalborg Politigård, Rantzausgade (1917-18)
- Folkekøkken, C.W. Obels Plads (1918, nu café)
- Stiftsprovstegården, Dronning Christines Vej (1922)
- Klostermarkskolen, sammesteds (1925)
- Ansgars Kirke, Vesterbro (1927-29)
- Skt. Josephs Hospital, Kastetvej (1927-29)

### Om- og tilbygninger
- Nordjysk Landsbibliotek, Niels Ebbesens Gade (1910, flytning og ombygning af Posthuset)
- Byrådssal, Aalborg Rådhus (1911)
- 2 sidefløje, Aalborg Tekniske Skole (1911)
- Aalborg Sparekasse, Nytorv (1918)
- Aalborg Diskontobank (1920-21, nedrevet)
- Administrationsbygning og arbejderboliger, Portland Cementfabrik og Cementfabrikken Norden, Johannesmindevej (ca. 1920)
- Adskillige villaer herunder Villa Varden, i folkemunde kaldet Borgen. Hobrovej 33 Aalborg

### Andetsteds
- Amtssygehus, Nibe (1909, udvidet 1923 af Ejnar Packness)
- Skoler i Filskov (1913), i Volstrup (1917), i Guldbæk (1917), i Grindsted ved Hammer (1918)
- Hovedbygning og inspektørbolig, Langholt (ombygning 1919)
- Nørresundby Bank, Torvet (1924, sammen med Charles Jensen)
- Amtssygehus, Hobro (udvidet 1927-28)
- Dommerkontor og -bolig, Østergade, Fjerritslev
- Istandsættelse af Lindenborg Slot

### Kirker
- Thyborøn Kirke (1908)
- Sindal Bykirke (1910)
- Godthåb Kirke (1911- 12)
- Nollund Kirke (1914)
- Jegindø Kirke (1918-19)
- Vester Vanned Kirke (1919)
- Arden Kirke (1935)

### Præstegårde
- Hørby, ved Hobro (1910-11)
- Sønder Omme (1913)
- Nørregade 14, Nørresundby (1916)
- Ombygning af Skt. Kathrine, Hjørring (1918)
- Løkken (1920)

### Projekter
- Politistation og badeanstalt (1911, præmieret)
- Udvidelse af Aalborg by (1914)

### Restaureringer af kirker
- Give Kirke (1905)
- Hals Kirke (1920, 1930)
- Vejlby Kirke (1922-23)
- Ålestrup Kirke (1923)
- Blære Kirke (1929-31)
- Ringkøbing Kirke (1934-35)
- Udvidelse af Kingos Kirke, Bragesgade 35, København (1941-47)
- Uggerby Kirke
- Lemvig Kirke

### Skulptur og dekorative arbejder
- Visbykorset, Lundby (1914, mindesmærke for kampen ved Lundby 3. juli 1864)
- Orgelfacade, Voldum Kirke (1920)
- Altertæppe, Aalborg Domkirke (1923)

### Skriftlige arbejder
- Kunsthistorisk Billedatlas til Brug for Kunstindustrien, Aarhus 1905.